# Harleyville
Harleyville is een plaats (town) in de Amerikaanse staat South Carolina, en valt bestuurlijk gezien onder Dorchester County.

## Demografie
Bij de volkstelling in 2000 werd het aantal inwoners vastgesteld op 594.
In 2006 is het aantal inwoners door het United States Census Bureau geschat op 692, een stijging van 98 (16,5%).

## Geografie
Volgens het United States Census Bureau beslaat de plaats een oppervlakte van
2,6 km², geheel bestaande uit land. Harleyville ligt op ongeveer 26 m boven zeeniveau.

## Plaatsen in de nabije omgeving
De onderstaande figuur toont nabijgelegen plaatsen in een straal van 24 km rond Harleyville.